# 374
Cette page concerne l'année 374  du calendrier julien. Pour l'année 374 av. J.-C., voir 374 av. J.-C. Pour le nombre 374, voir 374 (nombre).
L'année 374 est une année commune qui commence un mercredi.

## Événements
- Février : en Afrique, le magister equitum Théodose l'Ancien lance une offensive diplomatique pour proposer l'amnistie aux tribus qui soutiennent l'usurpateur Firmus en échange de leur soumission. Firmus, isolé, se cache, mais est trahi par le roi des Isaflenses Igmazen et se suicide. Son corps est porté au camp de Théodose à Subicara, et l'armée romaine rentre à Sitifis[1].

- 16 février : passage de la comète de Halley[2].
- Mai : Valentinien rentre en Gaule et lance un raid contre les Alamans[3]
- Printemps : seconde incursion des Quades et des Sarmates à la suite de l'assassinat de leur roi par les Romains[4].
- Automne : Valentinien, occupé à bâtir la forteresse de Robur, près de Bâle, apprend la défaite de ses troupes en Illyrie ; il conclut une paix durable avec le roi alaman Macrianus qu'il rencontre sur le Rhin près de Mogontiacum (Mayence) et se prépare à intervenir au printemps suivant[3].
- 7 décembre (date traditionnelle) : simple catéchumène, Ambroise est sacré évêque de Milan après son élection par acclamation populaire, après la mort de l'évêque arien Auxence[5]. Il fait de la ville la rivale religieuse de Rome (375-397).

- Les Huns, conduits par le chef Balamber ou Balamin passent le Don et attaquent les Alains (paléoasiates) lors d’une bataille sur les berges du Don[6]. Dispersés par les archers Huns, les Alains fuient vers l’ouest par groupes. Certains se joindront aux Goths fuyant vers les Balkans (ils reparaîtront ensuite en Pannonie), puis aux Vandales qu’ils suivront jusqu’à Carthage. Ils s’établissent aussi en Gaule, mais la majorité se rallie aux Huns comme peuple auxiliaire.
- Convoqué par Valens à Tarse en Cilicie, le roi Pap d'Arménie réussit à s’enfuir mais est assassiné en 375[7].
- Le droit romain punit de mort l'infanticide et défend l'exposition des enfants[8].

## Décès en 374
- Grégoire l'Ancien, évêque de Nazianze.